# Lars Iyer
Pour les articles homonymes, voir Iyer (homonymie).
Lars Iyer, né le 2 mai 1970 à Londres, est un romancier et philosophe britannique, avec d'origine indo-danoise. Il est connu pour une trilogie de romans courts : Spurious (2011), Dogma (2012) et Exodus (2013), tous publiés par Melville House. Iyer est sélectionné pour le Believer Book Award (Spurious, 2011) et le Goldsmiths Prize (Exodus, 2013). Il a écrit et publié aussi deux livres de non-fiction sur Maurice Blanchot, Communisme de Blanchot : Art, Philosophie et Politique (2004) et Vigilance de Blanchot : Littérature, Phénoménologie et Éthique (2005).
Iyer est maître de conférences en écriture créative à l'université de Newcastle. Il était auparavant maître de conférences en philosophie.
Le manifeste littéraire d'Iyer, Nue dans ton bain à remous face à l'abîme, est publié dans The White Review.

## Publications

### Fiction
- Spurious (2011, Melville House)
- Dogme (2012, Melville House)
- Exode (2013, Melville House)
- Wittgenstein Jr. (2014, Melville House)
- Nietzsche et les Banlieues (2019, Melville House)
- Mon Weil (2023, Melville House)

### Non-fiction
- Le communisme de Blanchot: Art, Philosophie et la Politique 2004, (Palgrave Macmillan)
- La vigilance de Blanchot : Littérature, Phénoménologie et l'éthique (2004, Palgrave Macmillan)